# Bread and Puppet Theater

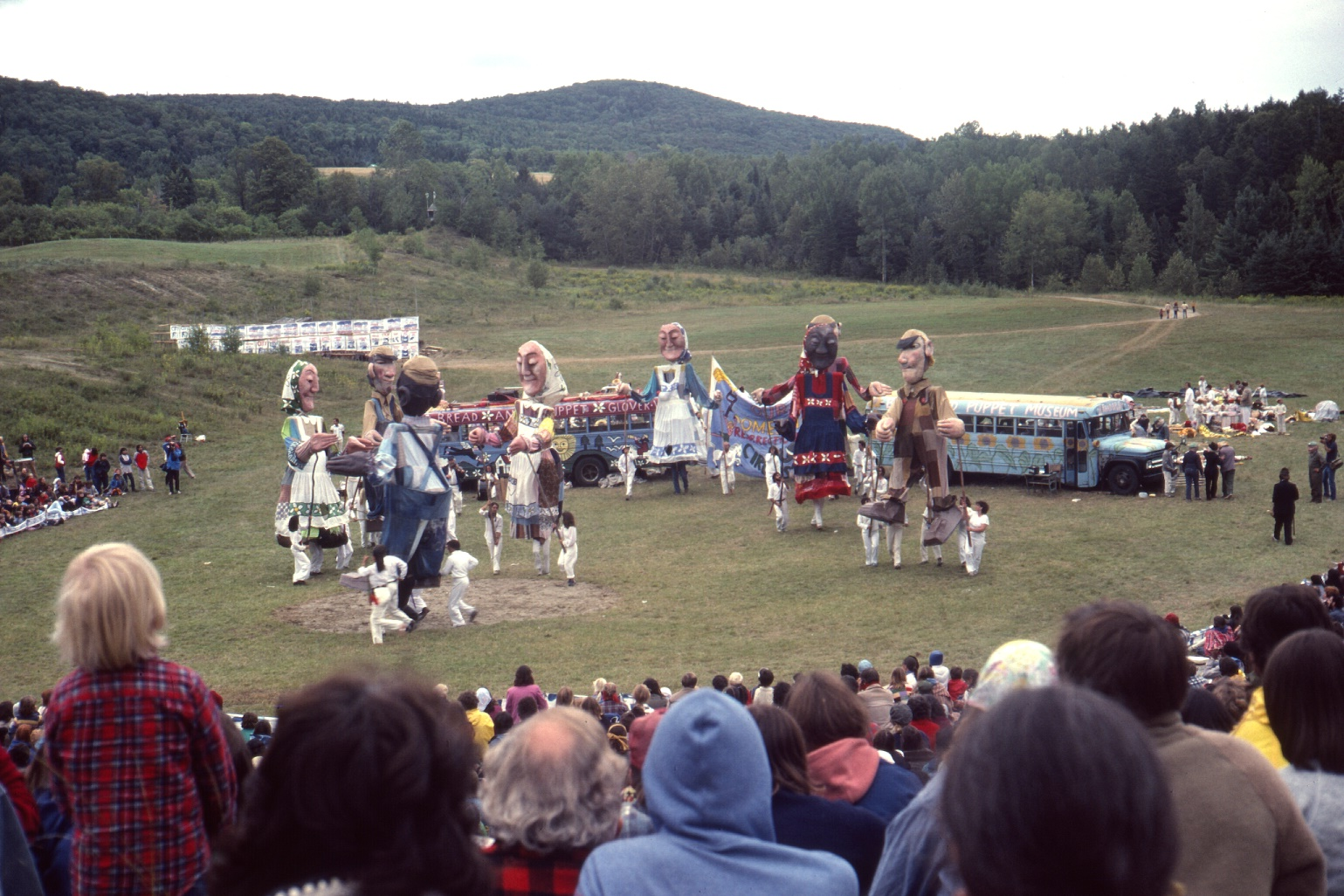
Aufführung des Bread and Puppet Theater während eines Domestic Resurrection Circus („Häuslicher Wiederauferstehungszirkus“) in den 1980er-Jahren

Das Bread and Puppet Theater ist eine US-amerikanische Theatergruppe, die sich der Mittel des Puppentheaters bedient und sich dem Genre des politischen Theaters zurechnen lässt. Herausragendes Merkmal des Kollektivs ist die Verwendung von Masken und von bis zu fünf Meter hohen Großpuppen, die wie Stabfiguren bewegt werden können. Da die Hauptaufführungsorte öffentliche Plätze sind, gilt das Kollektiv als ein typisches Straßentheater.
Von der Art der künstlerischen Arbeit, den Inhalten der Stücke und dem Bekanntheitsgrad kann das Bread and Puppet Theater mit dem Living Theatre verglichen werden, in dessen Räumlichkeiten es anfangs auftrat. Es stand der Kultur des Off-Off-Broadway nahe.

## Geschichte

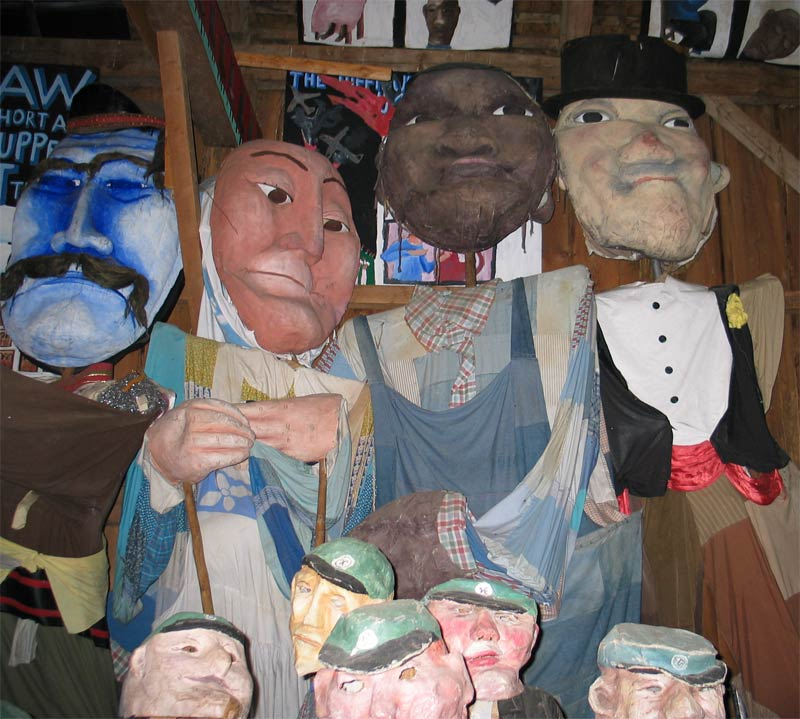
Puppen im Museum des Theaters in Glover/Vermont

Das Bread and Puppet Theater wurde Anfang der 1960er-Jahre von dem Deutschen Peter Schumann in New York City gegründet. Das Theater hat seit 1974 seinen Sitz auf einem früheren Bauernhof mit Molkerei in Glover, das im US-Bundesstaat Vermont und etwa 40 km südlich der Grenze zu Kanada liegt. Dort befindet sich seit 1998 auch das schon 1963 eingerichtete eigene Puppenmuseum.
Es begreift sich als „eine ständige Werkstatt für Skulptur, Pantomime, Tanz, Geschichtenerzählen und Puppenbau und -spiel, Musik und Instrumentenbau. Die Teilnehmer wechseln von Produktion zu Produktion, und zwar zwischen 2 und 100 Schauspielern, Pantomimen, Musikern, Puppenspielern. Oft nehmen auch Kinder an der Produktion teil [...]“ Der Name der Theatergruppe leitet sich von ihrem Brauch ab, den Zuschauern bei Aufführungen frisch gebackenes Brot anzubieten. Sinnbildlich steht der Name für „Brot und Spiele“ und für das Motto „Brot und Rosen“. Die Inhalte der Theaterproduktionen basieren auf (tages)politischen Themen, die auf christliche und religiöse Berührungspunkte untersucht werden.
Seine erste Aufführung hatte das Theater 1961 mit dem Stück Totentanz in der New Yorker Judson Memorial Church. 1963 unterstützte Schumann die Antikriegsbewegung gegen den Vietnamkrieg mit einem Happening vor der St. Patrick’s Cathedral. Aus Protest gegen die Segnung der Besatzung von B-52-Bombern durch den Kardinal zog das Theater unter dem Motto „Napalm Jesus Baby“ vor der Kirche auf. Bei der Aktion wurden die Masken von einer früheren Weihnachtsaufführung auf lange Stöcke gesetzt und hochgehalten.
1967 wurde die Theatertruppe von einem französischen Talentsucher bei der Aufführung ihres Stückes Fire entdeckt. Er lud sie zu einem Festival 1968 in Nancy ein, wo ihr Spiel auf große Resonanz stieß. Es folgten Auftritte in europäischen Großstädten wie Paris, London und Berlin. 1969 folgte eine neunmonatige Tournee durch Europa, die Peter Schumann von seinen finanziellen Problemen befreite. Nach der Rückkehr in die USA erhielt das Theater um 1970 eine Einladung vom Goddard College in Plainfield/Vermont, sich auf einem Bauernhof niederzulassen. Einzige Bedingung war, die Studenten und Dozenten in seine Produktionen einzubeziehen. Peter Schumann nahm an und zog mit seiner Frau sowie seinen fünf Kindern nach Vermont. 1974 zog das Theater auf den Bauernhof in Glover, in dem es noch heute ansässig ist.
Als durchgängige Themen über die Jahre zeigten sich:
- Pazifismus
- Unterstützung der sandinistischen Revolution ab 1979 in Nicaragua
- Unterstützung von MOVE,
- Unterstützung des zapatistischen Aufstands 1994
- Protest gegen die Welthandelsorganisation
- Protest gegen das Kernkraftwerk Vermont Yankee

## Aufführungen 1961 bis 1998
- 1961 erste Inszenierung und Uraufführung Totentanz in der New Yorker Judson Memorial Church
- 1962 Gründung des Bread and Puppet Theater in der Lower East Side von New York
- 1962–1963 Tournee mit Totentanz durch verschiedene Schulen und Colleges; weitere Produktionen: Die Weihnachtsgeschichte, Feuer (Fire, 1. Fassung)
- 1963–1966 Errichtung des Bread-and-Puppet-Museums in New York; weitere Tourneen und Produktionen
- 1965 Bau der Puppe „Uncle Fatso“ (die die USA und den westlichen Kapitalismus repräsentiert); Aufführung Der Rattenfänger von Hameln mit etwa 50 Kindern
- 1966 erster Höhepunkt mit dem Stück Fire, in dem drei Amerikaner gewürdigt wurden, die sich aus Protest gegen den Vietnamkrieg umgebracht hatten
- 1968 Die Schlacht der Riesenpuppen im New Yorker Central Park; Proben zu Die Bibel; weitere Aufführungen von Fire und erste Tournee nach Europa (Amsterdam, London und Berlin) mit Fire, Ein Toter steht auf und Ein Mann nimmt Abschied
- 1969 erste Aufführungen des berühmt gewordenen Stücks Der Schrei des Volkes nach Speisung (The Cry of the People for Meat), basierend auf dem Stück Die Bibel, in dem die immer wieder verwendeten Figuren von „Uncle Fatso“, „Die vietnamesische Dame“, „Der große Krieger“ sowie „Gott des Himmels“ und „Mutter Erde“ auftauchen; zweite Europatournee mit Vorstellungen unter anderem in Nancy, Rom, Turin, Frankfurt am Main, Berlin, Paris, London, Kopenhagen, Stockholm, Breslau und Amsterdam
- 1970 zieht ein Teil der Gruppe, darunter auch Schumann und seine Familie, nach Plainfield/Vermont und installiert mit Studenten das Theatre in Residence; Arbeit an und Aufführungen von Tristan und Isolde
- 1971 Teilnahme an der großen Anti-Vietnamkriegs-Demonstration in Washington, D.C. mit Hunderten von Puppen, Fahnen, einer Musikband und etwa Hundert Mitspielern; Aufführung von Die 14 Stadien des Kreuzes vor dem Capitol; Proben zu Der Vogelfänger in der Hölle (The Birdcatcher in Hell) nach einem japanischen Märchen, Homers Ilias und der berüchtigten Rede Richard Nixons, in der dieser den wegen des Massakers von My Lai angeklagten Leutnant William Calley in Schutz zu nehmen versuchte
- 1971–1972 weitere Europatournee mit 17 Spielern und Aufführungen in Theatern, Schulen, Kirchen und Gefängnissen in Basel, Zürich, Bonn, Stockholm, Hamburg, Warschau, Nancy, Paris und in einer Bank in Frankfurt am Main; währenddessen führen in den USA verbliebene Mitglieder der Gruppe mehrere Stücke des Bread and Puppet auf; nach der Rückkehr intensive landwirtschaftliche Arbeiten auf ihrer Farm; Arbeiten am und Aufführungen vom Coney Island Circus[4]
- 1974/75 und 1976 ausgedehnte Europatourneen
- 1989 The Same Boat: The Passion of Chico Mendes
- 1991 Teilnahme am Festival „Theater der Welt“ in Essen mit dem Stück The New World Order
- bis 1998 jährlich Veranstalter der Domestic Resurrection Circuses and Pageants, es entstanden dort unter anderem die Stücke:
  - 1993 Convention of the Gods
  - 1998 Gates of Hell

## Aktivitäten ab 1998

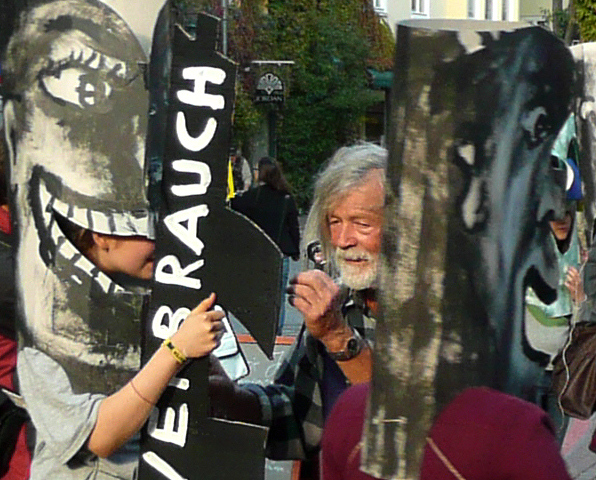
Theatergründer Peter Schumann während des Projekts „Republik Freies Wendland – Reaktiviert“ 2010 in Hannover

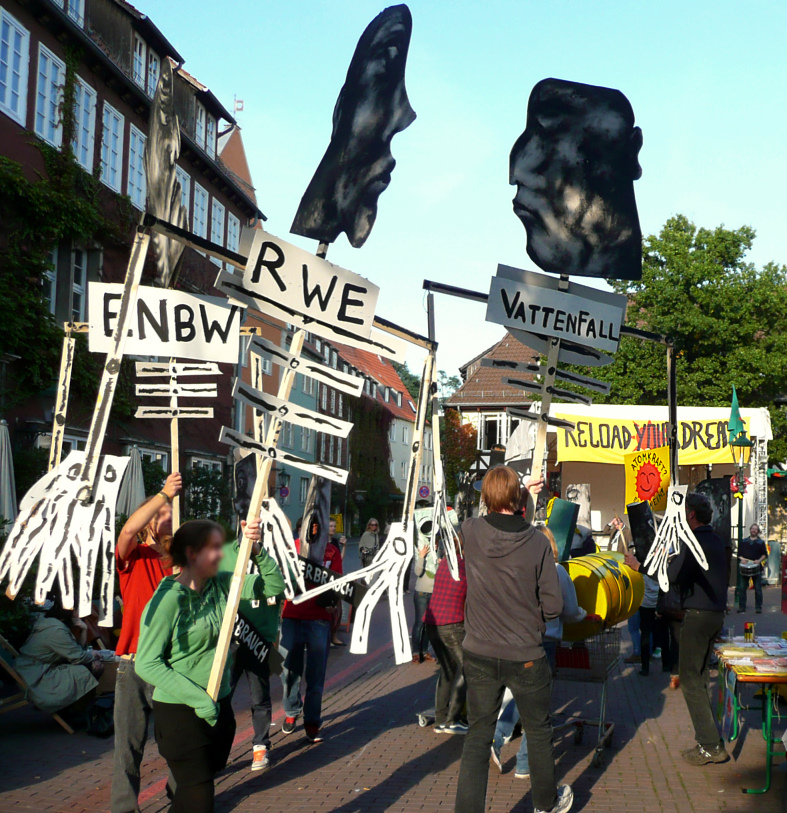
Vorführung während des Projekts „Republik Freies Wendland – Reaktiviert“

Das Theater trat zum Beispiel während des Jugoslawienkriegs in Sarajevo und bei Protesten gegen die Weltbank sowie die Welthandelsorganisation auf. Bei einem Auftritt im Jahre 2000 zur Republican National Convention, die George W. Bush nominierte, wurden 79 Personen verhaftet und misshandelt, darunter auch zahlreiche Puppenspieler. Außerdem wurden Puppen beschlagnahmt und zerstört. Im Dezember 2005 wurde das Stück Theater for The New City in New York aufgeführt. 2006 fand eine Werkstattveranstaltung für Puppenspiel-„Lehrlinge“ in Glover statt.
Zwischen 1975 und 1998 fand auf dem Farmgelände in Glover der jährliche Domestic Resurrection Circus and Pageant (deutsch: „häuslicher Wiederauferstehungszirkus“) statt. Dabei handelte es sich um ein eintrittsfreies Sommerfest, bei dem Peter Schumann und seine Stammgruppe an zwei Tagen Workshops, Kurse und Seminare unter freiem Himmel veranstalteten.
Während der Expo 2000 im Jahre 2000 in Hannover beteiligte sich das Bread and Puppet Theater in den ersten Wochen nahezu täglich an der Parade von Darstellergruppen auf dem Festivalgelände.

### Zwischenfall 1998
Bei der Veranstaltung des Domestic Resurrection Circus and Pageant im Jahre 1998 ging es um den 150. Geburtstag des Kommunistischen Manifests und um Brechts 100. Geburtstag. Dazu wurde eine Freilichtaufführung mit mehreren hundert Aktiven erarbeitet und aufgeführt, bei der Schumann auf über 3 Meter hohen Stelzen auftrat. Am 19. August 1998 verkündete Schumann das vorläufige Ende dieser Aktionen. Zuvor hatten Teilnehmer Hunde und Drogen auf das Gelände mitgebracht, außerdem wurden mehrere Dutzend Besucher wegen der Hitzebelastung, aber vorwiegend wegen Drogenmissbrauchs in Krankenhäuser eingeliefert und auf dem nahe gelegenen Zeltplatz war ein 41-jähriger Mann bei einer Schlägerei getötet worden. Zudem überstieg die jährlich anwachsende Zuschauer- und Teilnehmermenge mit bis zu 40.000 Besuchern in den 1990er-Jahren zunehmend die Kapazitäten der Veranstalter. Peter Schumann sagte als verantwortlicher Leiter: „Wir gehen aber nicht weg, wir werden kleinere Formen von Theater im Sommer hier auf unserer Bread-and-Puppet-Farm abhalten.“
Seitdem fanden anstatt eines großen Festivals an den Wochenenden während der Sommermonate Vorstellungen des Bread and Puppet Circus statt.

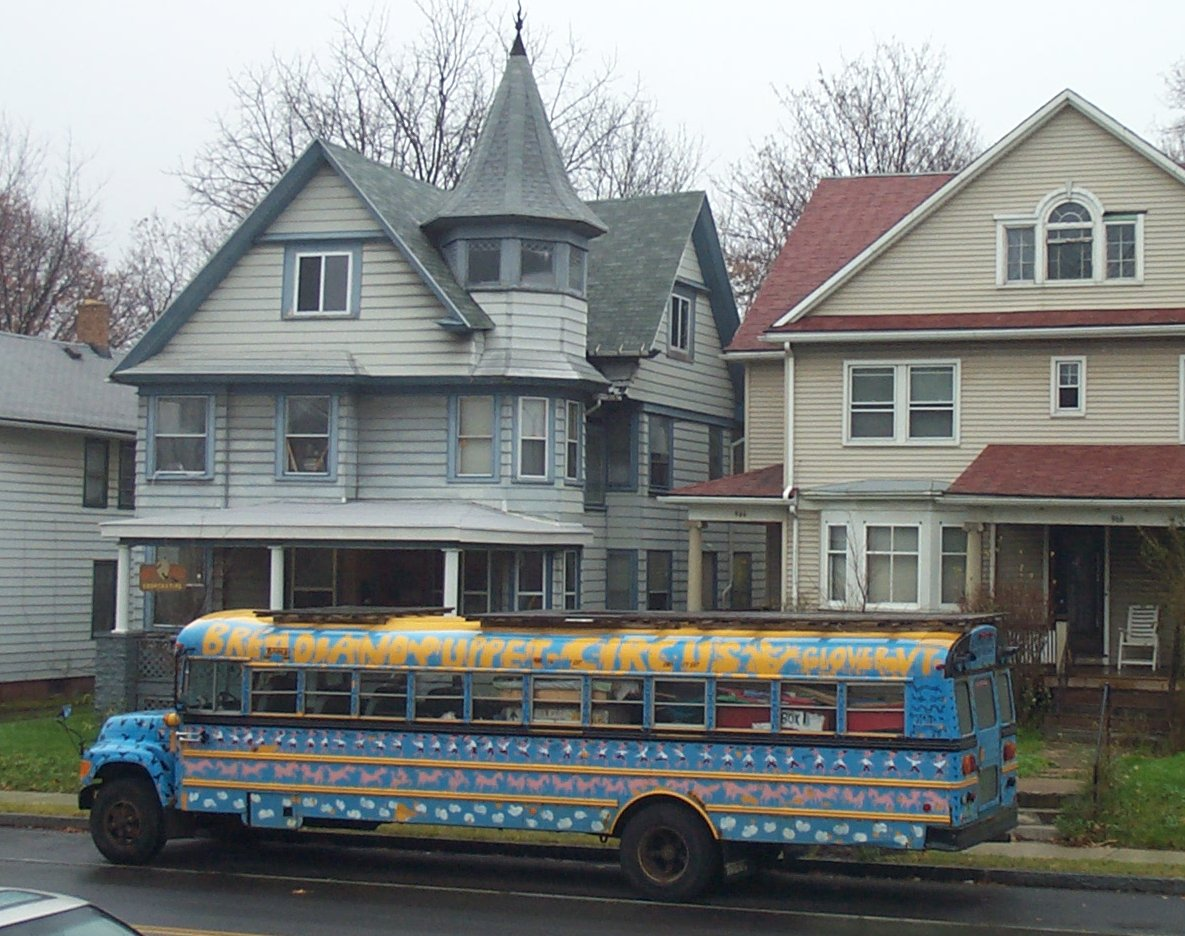
Bus der Gruppe 2006 in Rochester, New York
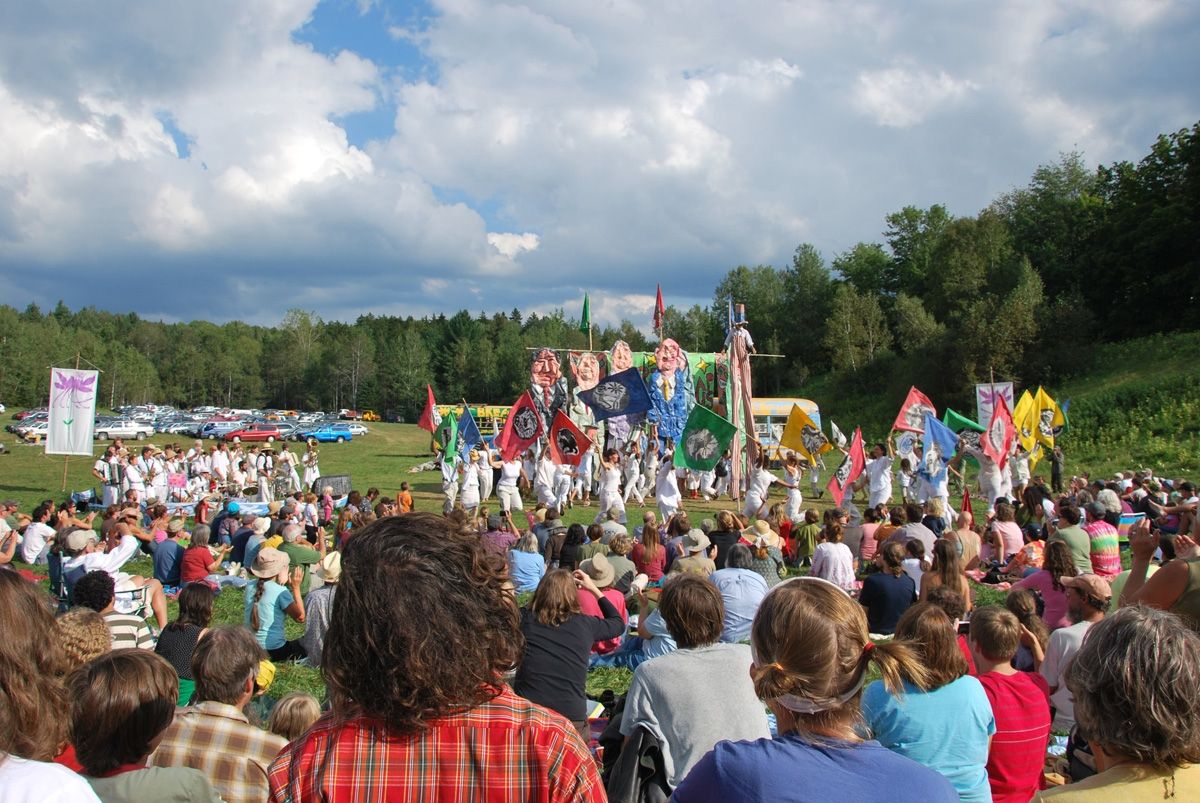
Bread and Puppet Circus mit Band im August 2009
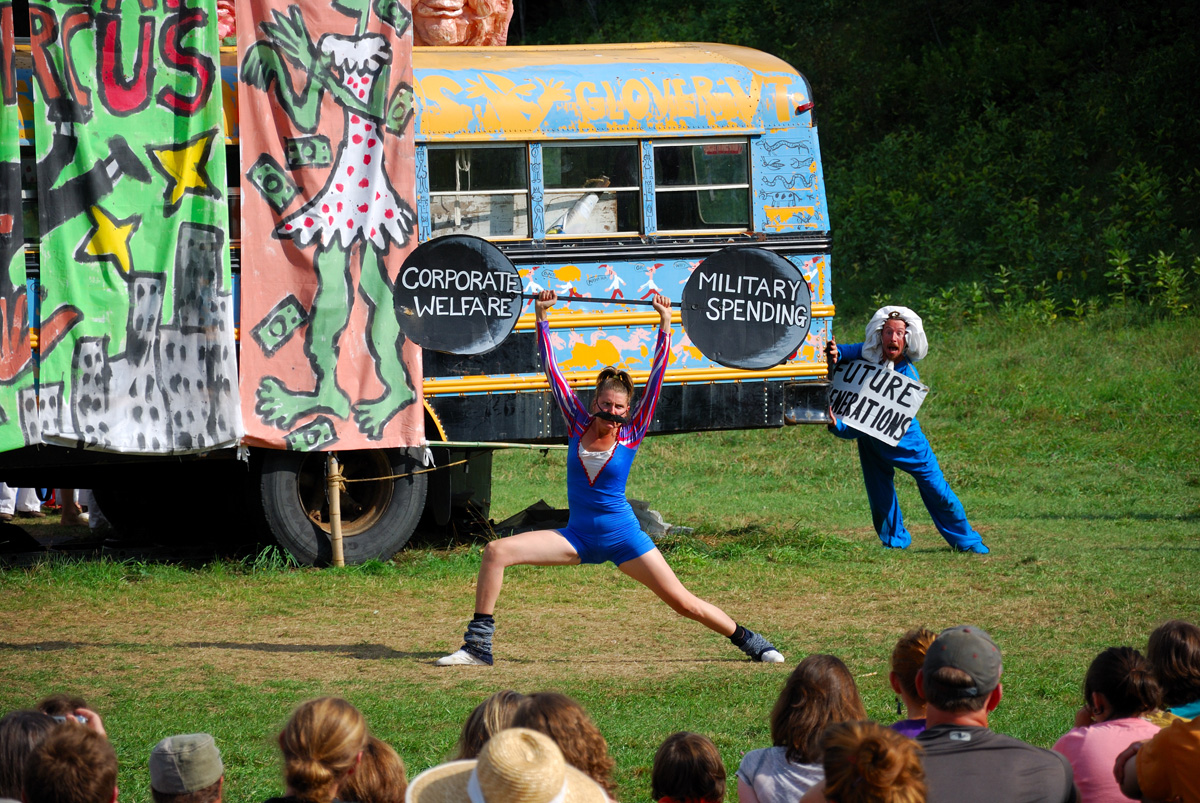
2009 lautete das Motto „Dirty Cheap Money Circus“
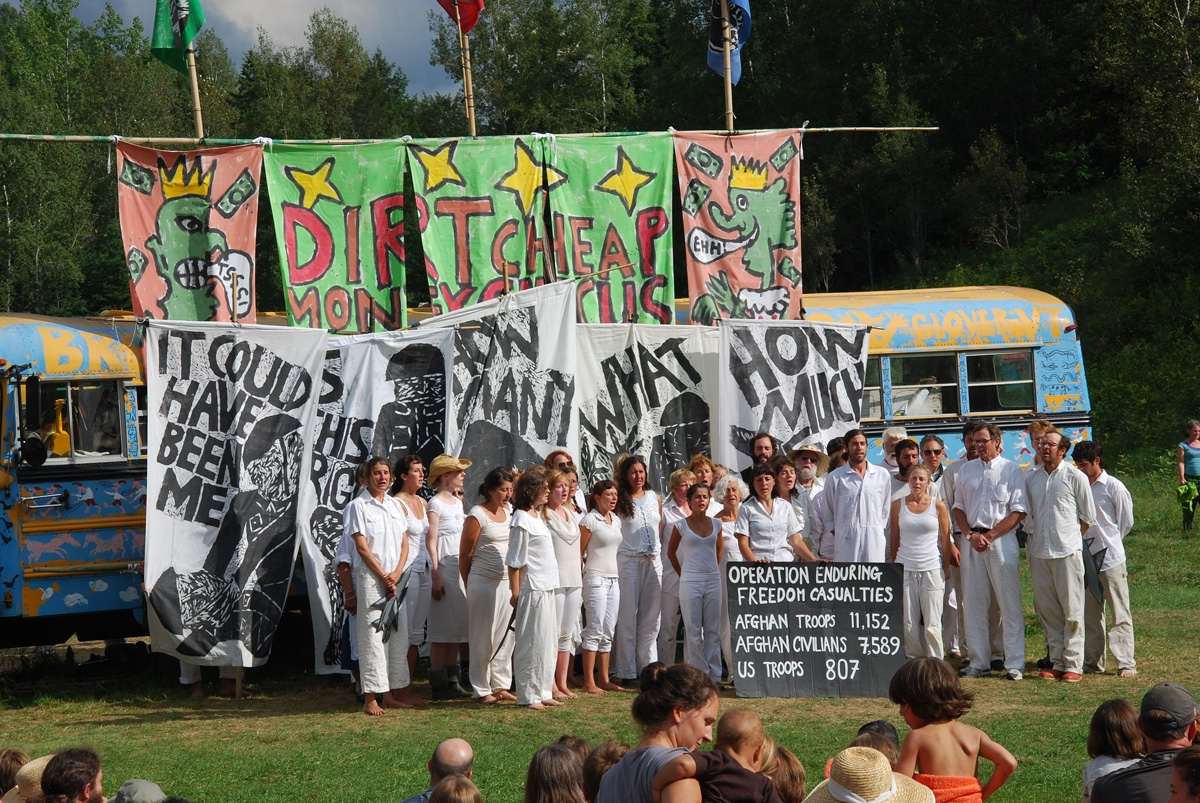
Thematisierung der Operation Enduring Freedom 2009

## Wirkung
Das Bread and Puppet Theater ist durch Aufführungen, Seminare und gelegentliche Aktionen sowie seine Studenten und Schüler immer noch aktiv. Dabei ist das Kollektiv in der Verbindung von Öffentlichkeit und Theater wegweisend. Es gilt durch die Aufhebung der Trennung zwischen Wohnen und Arbeiten sowie die spätere Aufnahme von Landwirtschaft auch als Modell alternativer und selbstbestimmter Lebensformen.
In einem Interview bei CBC Radio One resümiert Schumann selbst, dass die Puppenspielerei in der Lage sei, „die Welt mit einem unfragmentierten und unkontrollierbaren großen Bild vor sich selbst zu bewahren, ein Bild, das nur das Puppenspiel zeichnen kann, ein Bild, das gleichzeitig beten und attackieren kann, ein theatrum mundi, das das Verlangen der Welt zu sein, was sie sein könnte, beinhaltet.“

## Werke
- Peter Schumann: Puppen und Masken. Das Bread and Puppet Theater. Fischer, Frankfurt am Main 1973, ISBN 3-436-01774-4 (befasst sich in Text und vielen Fotos fast ausschließlich mit dem Stück Der Vogelfänger in der Hölle, dessen kompletter Text abgedruckt ist)

## Auszeichnungen
- 1978: Erasmuspreis